# Brójce (gmina)
Brójce – gmina wiejska w województwie łódzkim, w powiecie łódzkim wschodnim. W latach 1975–1998 gmina położona była w ówczesnym województwie łódzkim.
Siedziba gminy znajduje się w Brójcach (do 1925 w Woli Rakowej).
Według danych z 31 grudnia 2022 roku gminę zamieszkiwało 7251 osób.
Przyrost naturalny na dzień 31 grudnia 2022 wyniósł 1,25.

## Struktura powierzchni
Według danych z roku 2017 gmina Brójce ma obszar 69,01 km², w tym:
- użytki rolne: 83,4%
- użytki leśne: 8,4%
- tereny zabudowane: 6,7%

Gmina stanowi 13,81% powierzchni powiatu łódzkiego wschodniego.

## Demografia

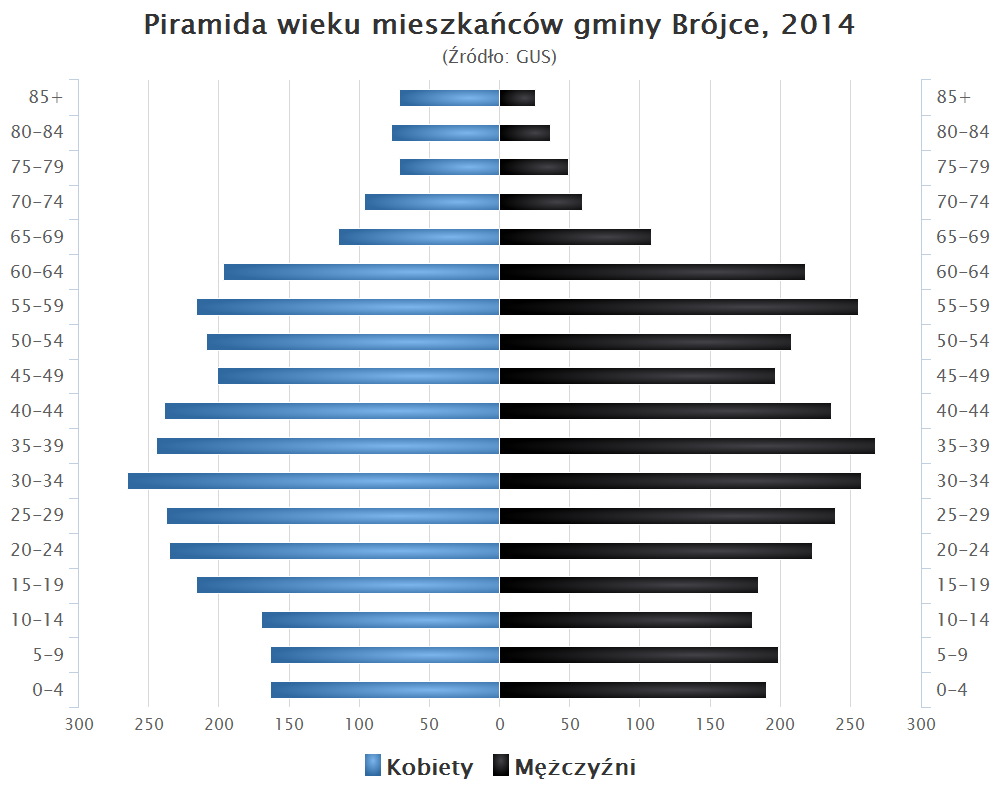
Piramida wieku mieszkańców gminy Brójce w 2014 roku

Dane z 31 grudnia 2022:
| Opis      | Ogółem | Ogółem | Kobiety | Kobiety | Mężczyźni | Mężczyźni |
| --------- | ------ | ------ | ------- | ------- | --------- | --------- |
| jednostka | osób   | %      | osób    | %       | osób      | %         |
| populacja | 7251   | 100    | 3666    | 50,6    | 3585      | 49,4      |

## Miejscowości

### Sołectwa
Brójce, Bukowiec, Giemzów, Karpin, Kotliny, Kurowice, Kurowice Kościelne, Leśne Odpadki, Pałczew, Przypusta, Wandalin, Wardzyn, Wola Rakowa, Wygoda.

### Pozostałe miejscowości
Budy Wandalińskie, Giemzówek, Posada, Stefanów.

## Sąsiednie gminy
Andrespol, Będków, Czarnocin, Koluszki, Łódź, Rokiciny, Rzgów, Tuszyn